# 冨松彰
冨松 彰（とみまつ あきら、1947年12月6日 - ）は、日本の物理学者（宇宙物理学・宇宙論・重力理論）。広島大学理学部助教授、名古屋大学理学部重力理論研究室教授を歴任。大阪府出身。

## 略歴
- 1970年：京都大学理学部物理学科卒業。京大大学院に進学し天体核物理学研究室の林忠四郎の下で学んだ[2]。
- 1972年：佐藤文隆と共にT-S解（冨松-佐藤解）を発見。
- 1973年：T-S解を発見した功績により佐藤とともに仁科記念賞を受賞。
- 1986年1月：名古屋大学理学部教授
- 2012年3月：退職

## 業績
冨松彰の最大の業績は佐藤文隆と共にT-S解を発見したことである。T-S解は正しくは「トミマツ・サトウ解」といい、アインシュタイン方程式により、球対称でなくかつ回転するブラックホールを記述する理論である。その後、X線天文学によってブラックホールの存在が立証されたものの、T-S解が示す裸の特異点の存在は確認されておらず、さらなる研究が求められている。

## 著書
- 日本物理学会 編「ブラックホールとは」『現代の宇宙像-宇宙の誕生から超新星爆発まで』培風館、1991年7月。ISBN 978-4563022075。